# Алба
Алба (рум. Judeţul Alba) — румунський повіт у Трансильванії. Населення 382, 7 тис. мешканців. Площа 6 242 км². Щільність населення 61 осіб на км².

## Географія
Площа повіту 6,242 км², з яких 59 % зайнято горами.
На північному заході Апусенські гори. На півдні північно-східна частина Паренгських гір: Шуреануські гори і Кендрельські гори. Східна частина знаходиться на Трансильванському плато, яке розсічене глибокими і широкими долинами річок.
Три головні частини повіту розсічені річкою Муреш. Головні річки повіту є притоками річки Муреш: Тернава, Себеш, Арієш.

## Населення
Національний склад населення:
- румуни — понад 90 %[2]
- угорці — 6 %
- цигани — 6.3 %
- німці — менше 1 %

| Рік  | Населення повіту |
| ---- | ---------------- |
| 1948 | 361,062          |
| 1956 | 370,800          |
| 1966 | 382,786          |
| 1977 | 409,634          |
| 1992 | 413,919          |
| 2002 | 382,747          |

### Міста
- Алба-Юлія (Alba Iulia, нім. Karlsburg, уг. Gyulafehérvár)
- Куджир (Cugir, уг. Kudzsir)
- Себеш (Sebeş, нім. Mühlbach, уг. Szászsebes)
- Аюд (Aiud, нім. Straßburg, уг. Nagyenyed)
- Блаж (Blaj, нім. Blasendorf, уг. Balázsfalva)
- Окна-Муреш (Ocna Mureş, уг. Marosújvár)
- Златна (Zlatna, уг. Zalatna)
- Кипмені (Câmpeni, уг. Topánfalva)
- Теюш (Teiuş, уг. Tövis)
- Абруд (Abrud, уг. Abrudbánya)
- Бая-де-Арієш (Baia de Arieş, нім. Offenburg, уг. Aranyosbánya/Offenbánya)